# The Restarts
The Restarts is een Engelse streetpunkband afkomstig uit Londen die is opgericht in 1995. De band speelt een harde vorm van punk, maar ontleent ook invloeden uit andere genres, waaronder bijvoorbeeld de ska. The Restarts heeft tot op heden vier studioalbums, een verzamelalbum en een reeks singles, ep's en splitalbums laten uitgeven.

## Geschiedenis
The Restarts werd opgericht in 1995 door basgitarist en zanger Kieran Plunkett, drummer Darragh O'Neill en gitarist Mik Useless. In 2002, kort na de uitgave van het debuutalbum Slumworld (2002), verliet Mik de band en werd hij in 2003 vervangen door Alan Campbell, met wie de band het tweede studioalbum System Error (2003) opnam. In hetzelfde jaar verliet de gitarist de band vanwege diens verplichtingen bij zijn andere band, U.K. Subs. Campbell werd in april 2003 op zijn beurt weer vervangen door gitarist en zanger Robin Licker (van Short Bus Window Lickers). Drummer O'Neill werd later vervangen door Jeremy Hayat.

## Leden
| Huidige leden - Kieran Plunkett - basgitaar, zang - Robin Licker - gitaar, zang - Jeremy Hayat - drums | Voormalige leden - Mik Useless - gitaar, zang (1995-2002) - Darragh O'Neill - drums (1995-2008) - Alan Campbell - gitaar, achtergrondzang (2003) - Bram Provoost - drums, zang (2008-2015) |

## Discografie
Studioalbums
- Slumworld (2002)
- System Error (2003)
- Outsider (2007)
- A Sickness of the Mind (2013)

Verzamelalbums
- Actively Seeking Work 1996-1998 (2003)